# Glazbeni sastavi
Glazbeni sastavi ili glazbene skupine, skupine su od dvoje do šesnaestero profesionalnih ili amaterskih glazbenika koji zajedno sviraju, pjevaju ili oboje (pr. bend, VIS – vokalno-instrumentalni sastav), klasičnu, zabavnu, tradicijsku ili duhovnu glazbu, različitih žanrova i glazbenih oblika. Dijele se prema broju članova, načinu izvođenja glazbe i glazbi tj. glazbenim žanrovima koje izvode.
U popularnoj i zabavnoj glazbi često se bend rabi kao istoznačnica za glazbeni sastav.
Prema broju članova i vrsti glazbe razlikuju se
- Duo (svirački) i duet (pjevački),
- gudački trio (violina, viola i violončelo),
- jazz kvartet (kontrabas, bubnjevi, klavir i saksofon),
- gudački kvartet (violina, viola, violončelo, kontrabas),
- klasični rock kvintet (2 gitare, bas-gitara, bubnjevi, klavijature),
- puhački (duhački) kvintet (najčešće dvije trube ili korneta, francuski rog, trombon ili eufonij, tuba),
- bend (električna gitara, bubnjevi, klavijature, pjevač),
- pjevački (vokalni) sastavi: duet, tercet, kvartet itd., klapa (5-8 pjevača).

## Vanjske poveznice
|  | Zajednički poslužitelj ima još gradiva o temi Glazbeni sastavi |